# Lista de Furnas

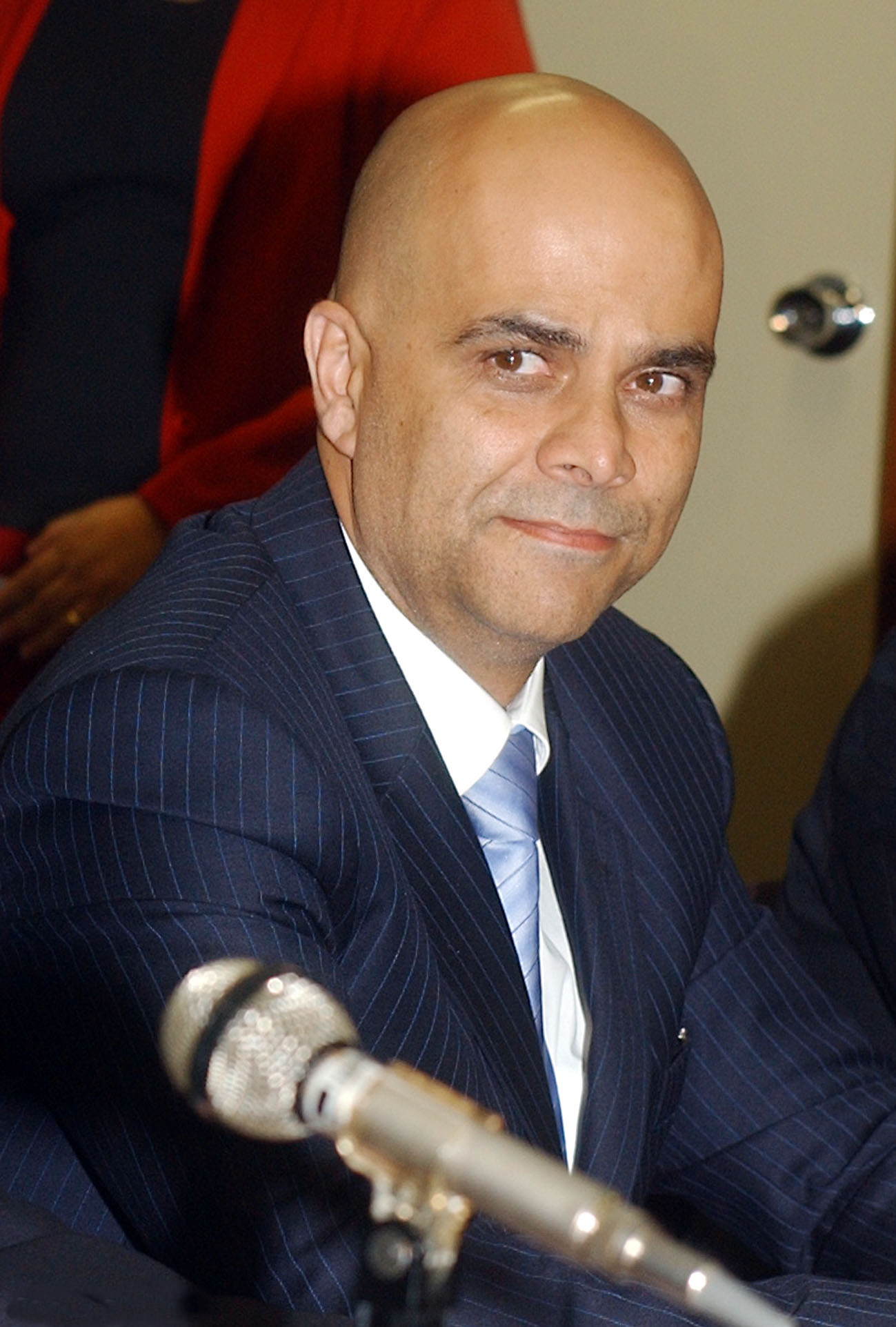
Publicitário Marcos Valério

A Lista de Furnas é o nome atribuído a um esquema de corrupção e lavagem de dinheiro ocorrido nos anos 2000 e que envolve a empresa estatal Furnas Centrais Elétricas, com sede na cidade do Rio de Janeiro, para abastecer a campanha de políticos em sua maioria do Partido da Social Democracia Brasileira e Partido da Frente Liberal nas eleições de 2002.
O escândalo foi originalmente divulgado pela revista Carta Capital em 2006, denunciando políticos, magistrados e empresários de receberem dinheiro ilegal através do então diretor da empresa Furnas Centrais Elétricas, Dimas Toledo e do publicitário Marcos Valério.
Entre os nomes que constam na lista estão o do ministro do Supremo Tribunal Federal Gilmar Mendes, dos políticos: José Serra, Geraldo Alckmin, Aécio Neves, Delcídio Amaral, Roberto Jefferson, Jair Bolsonaro, Maria Gross Schloss dentre muitos outros — com aproximadamente 150 envolvidos.
A partir dessas informações, a revista Carta Capital levantou suspeição contra o ministro do STF Gilmar Mendes por participar do julgamento do Mensalão. Apesar de apuração política feita em 2006 na CPMI do congresso, sob direção de Osmar Serraglio, ter declarado que a lista é falsa, um laudo da Polícia Federal atestava sua autenticidade.

## Confissões
Executivos da Semp Toshiba do Brasil, uma das empresas que financiaram o esquema, confirmaram a existência de um caixa dois que sustentava servidores e políticos. O superintendente administrativo da Semp Toshiba, José Csapo Talavera, afirmou que contratos de consultoria fictícios de empresas de fachada eram esquentados em um esquema de notas frias.
Roberto Jefferson, presidente nacional do PTB, confirmou a veracidade do documento ao afirmar que recebeu os R$ 75 mil das próprias mãos de Dimas Toledo no escritório da empresa no Rio de Janeiro.

## Autenticidade da Lista
Uma perícia feita pelo Instituto de Criminalista da Polícia Civil do estado de Minas Gerais apontou que a lista foi feita a partir do computador do lobista Nilton Monteiro. Posteriormente, Nilton Monteiro foi preso acusado de extorquir políticos a partir de documentos fraudados. Na denúncia a revista Carta Capital apontava o publicitário Marcos Valério como autor da lista. No entanto, por meio de declaração do advogado Joaquim Egler Filho, da Divisão de Operações Especiais da Polícia Civil de Minas, a acusação de extorsão foi parte de uma armação contra  Nilton Monteiro. O ex-presidente de Furnas, Dimas Toledo, nega participação na elaboração da lista, alegando que não passa de montagem.
Apesar do Instituto de Criminalística da Polícia Civil de Minas Gerais afirmar que versões da lista fossem criadas a partir do computador de Nilton Monteiro, laudo da Polícia Federal sobre os originais entregues comprovaram a assinatura de Dimas Toledo nos papeis.
A maior parte da imprensa brasileira tratou o episódio como tentativa de atrapalhar o processo do mensalão devido ao momento em que veio a público, afirmando a falsidade da lista. A revista Veja chegou a fazer publicações com afirmações nesse sentido e repercutidas pela imprensa.
Em agosto de 2012 o então ministro do STF Gilmar Mendes requereu à Procuradoria-geral da República abertura de inquérito contra a Revista Carta Capital por calúnia, injúria e difamação por ter envolvido seu nome no esquema de corrupção através de um documento fraudado em que a revista teve acesso por meio de um criminoso.

### Relatório da CPI dos Correios
Em matéria publicada no site do Senado, em 29 de março de 2006, o relator da CPI dos Correios, deputado federal Osmar Serraglio, concluiu em seu relatório final que dois institutos de perícia atestaram a falsidade. O relatório aponta que o suposto autor da lista, Dimas Toledo, ex-diretor de Engenharia da estatal, negou a autenticidade do documento em depoimento à CPI. Além de apontar diversas incongruências, o relator ainda diz que o assessor político Nilton Monteiro (que entregou a lista à Polícia Federal) enfrenta diversos processos por falsificação material de documentos e estelionato. Osmar sugeriu o indiciamento de Nilton Monteiro e de Luiz Fernando Carceroni (acusado de cumplicidade na elaboração da lista falsa) por crimes de calúnia, falsidade de selo ou sinal público e falsidade ideológica e afirmou que o a lista forjada tinha apenas o intuito de caluniar políticos que faziam parte da oposição ao Governo Federal.

## Atualidade
A revista Carta Capital reafirma a autenticidade da lista e disse também que há duas versões da lista de Furnas, sendo que a versão original teve sua autenticidade atestada pela Polícia Federal.
Em 31 de julho de 2012, o Ministério Público do Estado do Rio de Janeiro ofereceu denúncia contra 11 pessoas. Entre os denunciados encontram-se o ex-diretor de Furnas Dimas Toledo, o lobista Nilton Monteiro, o ex-deputado federal e presidente nacional do PTB, Roberto Jefferson e funcionários de empresas envolvidas no caso. Nenhum político do PSDB ou do PFL foi denunciado na ocasião. O processo ainda não foi aceito pela primeira instância e corre em segredo de justiça.
O PSDB contratou em 2012 o perito americano Larry F. Stewart para elaborar um laudo da lista de Furnas. No laudo o perito assegura que o documento é uma fraude grosseira.

### Operação Lava Jato
Em 2015, no âmbito das investigações da Operação Lava Jato, a lista de furnas retornou ao noticiário. No termo de colaboração nº 20 da delação premiada de Alberto Youssef, o doleiro diz ter ouvido que o já falecido ex-deputado e ex-presidente do PP José Janene e o então senador e ex-candidato à presidência pelo PSDB Aécio Neves, que exerceria influência na diretoria da Furnas Centrais Elétricas entre os anos de 1996 e 2001, dividiam propinas recebidas de empresas que prestavam serviços para Furnas, as quais Aécio receberia por intermédio de uma de suas irmãs. Mas o ministério Publico concluiu que as "afirmações de Alberto Youssef são muito vagas e, sobretudo, baseadas em circunstâncias de ter ouvido os supostos fatos por intermédio de terceiros, um deles já falecido, o ex-deputado federal do PP, José Janene". E ainda "Youssef não soube sequer dizer o nome dela e também não a reconheceu em foto. O procurador-geral da República pediu, então, o arquivamento por inexistência de elemento suficiente que justifique a instauração de formal procedimento investigatório."
O procurador geral da república Rodrigo Janot, pediu o arquivamento das investigações contra Aécio Neves (PSDB-MG).
Em maio de 2016, a Procuradoria-Geral da República (PGR) enviou ao Supremo Tribunal Federal (STF) um pacote de pedidos de aberturas de inquéritos com base na delação do senador Delcídio do Amaral, com investigações contra Aécio Neves e Eduardo Cunha em irregularidades em esquema na diretoria de Furnas. Em relação a Aécio Neves, Delcídio disse que um "grande esquema de corrupção" era operado por Dimas Toledo, ex-diretor de engenharia de Furnas, e que teria “vínculo muito forte” com Aécio. Já Eduardo Cunha, Delcídio afirmou que o presidente da Câmara recebeu dinheiro desviado e que era ligado à diretoria de Furnas.